# Gertrude d'Asburgo-Lorena

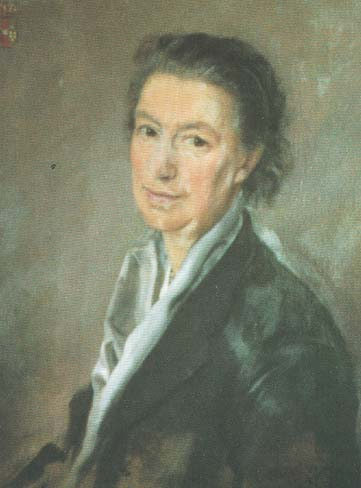
Gertrude d' Asburgo-Lorena

Gertrude Maria Gisela Elisabetta Ignazia d'Asburgo-Lorena (Wallsee-Sindelburg, 19 novembre 1900 – Ravensburg, 20 dicembre 1962) fu un membro della famiglia imperiale austriaca, arciduchessa d’Austria e principessa di Toscana.

## Biografia

### Origini familiari
Gertrude era figlia dell'arciduca Francesco Salvatore, figlio di Carlo Salvatore di Toscana e di Maria Immacolata delle Due Sicilie, e dell'arciduchessa Maria Valeria, figlia minore dell'imperatore Francesco Giuseppe e di Elisabetta di Baviera. La sua madrina di battesimo fu la Gisella, principessa di Baviera, la sorella di sua madre.

### Matrimonio
Il 29 dicembre 1931, a Bad Ischl, Gertrude sposò Georg Graf von Waldburg Zeil e Hohenems, vedovo di sua sorella Elisabetta Francesca.
Da questa unione nacquero due figli:
- Sofia (5 dicembre 1932), sposò Wessel Freiherr von Loe (1928)
- Giuseppe (12 aprile 1934), sposò Maria Benedetta Redwitz (12 aprile 1937)

### Morte
Gertrude morì il 20 dicembre 1962 a Svevia Ravensburg, a sessantadue anni.

## Ascendenza
|                                            |                                      |                                          | Genitori                                      |  |  | Nonni |  |  | Bisnonni                  |  |  | Trisnonni                     |  |
|                                            |                                      |                                          |                                               |  |  |       |  |  | 8. Leopoldo II di Toscana |  |  | 16. Ferdinando III di Toscana |  |
|                                            |                                      |                                          |                                               |  |  |       |  |  | 8. Leopoldo II di Toscana |  |  | 16. Ferdinando III di Toscana |  |
|                                            |                                      | 17. Luisa Maria Amalia di Borbone-Napoli |                                               |  |  |       |  |  | 8. Leopoldo II di Toscana |  |  |                               |  |
| 4. Carlo Salvatore d'Asburgo-Lorena        |                                      |                                          |                                               |  |  |       |  |  | 8. Leopoldo II di Toscana |  |  |                               |  |
|                                            |                                      | 9. Maria Antonia di Borbone-Due Sicilie  | 18. Francesco I delle Due Sicilie             |  |  |       |  |  |                           |  |  |                               |  |
|                                            |                                      | 9. Maria Antonia di Borbone-Due Sicilie  | 18. Francesco I delle Due Sicilie             |  |  |       |  |  |                           |  |  |                               |  |
|                                            |                                      | 9. Maria Antonia di Borbone-Due Sicilie  | 19. Maria Isabella di Borbone-Spagna          |  |  |       |  |  |                           |  |  |                               |  |
| 2. Francesco Salvatore d'Asburgo-Lorena    |                                      | 9. Maria Antonia di Borbone-Due Sicilie  |                                               |  |  |       |  |  |                           |  |  |                               |  |
|                                            |                                      | 10. Ferdinando II delle Due Sicilie      | 20. Francesco I delle Due Sicilie (= 18)      |  |  |       |  |  |                           |  |  |                               |  |
|                                            |                                      | 10. Ferdinando II delle Due Sicilie      | 20. Francesco I delle Due Sicilie (= 18)      |  |  |       |  |  |                           |  |  |                               |  |
|                                            |                                      | 10. Ferdinando II delle Due Sicilie      | 21. Maria Isabella di Borbone-Spagna (= 19)   |  |  |       |  |  |                           |  |  |                               |  |
| 5. Maria Immacolata di Borbone-Due Sicilie |                                      | 10. Ferdinando II delle Due Sicilie      |                                               |  |  |       |  |  |                           |  |  |                               |  |
|                                            |                                      | 11. Maria Teresa d'Asburgo-Teschen       | 22. Carlo d'Asburgo-Teschen                   |  |  |       |  |  |                           |  |  |                               |  |
|                                            |                                      | 11. Maria Teresa d'Asburgo-Teschen       | 22. Carlo d'Asburgo-Teschen                   |  |  |       |  |  |                           |  |  |                               |  |
|                                            |                                      | 11. Maria Teresa d'Asburgo-Teschen       | 23. Enrichetta di Nassau-Weilburg             |  |  |       |  |  |                           |  |  |                               |  |
| 1. Gertrude d'Asburgo-Lorena               |                                      | 11. Maria Teresa d'Asburgo-Teschen       |                                               |  |  |       |  |  |                           |  |  |                               |  |
|                                            | 12. Francesco Carlo d'Asburgo-Lorena | 24. Francesco II d'Asburgo-Lorena        |                                               |  |  |       |  |  |                           |  |  |                               |  |
|                                            | 12. Francesco Carlo d'Asburgo-Lorena | 24. Francesco II d'Asburgo-Lorena        |                                               |  |  |       |  |  |                           |  |  |                               |  |
|                                            | 12. Francesco Carlo d'Asburgo-Lorena | 25. Maria Teresa di Borbone-Due Sicilie  |                                               |  |  |       |  |  |                           |  |  |                               |  |
| 6. Francesco Giuseppe I d'Austria          | 12. Francesco Carlo d'Asburgo-Lorena |                                          |                                               |  |  |       |  |  |                           |  |  |                               |  |
|                                            |                                      | 13. Sofia di Baviera                     | 26. Massimiliano I Giuseppe di Baviera        |  |  |       |  |  |                           |  |  |                               |  |
|                                            |                                      | 13. Sofia di Baviera                     | 26. Massimiliano I Giuseppe di Baviera        |  |  |       |  |  |                           |  |  |                               |  |
|                                            |                                      | 13. Sofia di Baviera                     | 27. Carolina di Baden                         |  |  |       |  |  |                           |  |  |                               |  |
| 3. Maria Valeria d'Asburgo-Lorena          |                                      | 13. Sofia di Baviera                     |                                               |  |  |       |  |  |                           |  |  |                               |  |
|                                            |                                      | 14. Massimiliano Giuseppe in Baviera     | 28. Pio Augusto in Baviera                    |  |  |       |  |  |                           |  |  |                               |  |
|                                            |                                      | 14. Massimiliano Giuseppe in Baviera     | 28. Pio Augusto in Baviera                    |  |  |       |  |  |                           |  |  |                               |  |
|                                            |                                      | 14. Massimiliano Giuseppe in Baviera     | 29. Amalia Luisa di Arenberg                  |  |  |       |  |  |                           |  |  |                               |  |
| 7. Elisabetta di Baviera                   |                                      | 14. Massimiliano Giuseppe in Baviera     |                                               |  |  |       |  |  |                           |  |  |                               |  |
|                                            |                                      | 15. Ludovica di Baviera                  | 30. Massimiliano I Giuseppe di Baviera (= 26) |  |  |       |  |  |                           |  |  |                               |  |
|                                            |                                      | 15. Ludovica di Baviera                  | 30. Massimiliano I Giuseppe di Baviera (= 26) |  |  |       |  |  |                           |  |  |                               |  |
|                                            |                                      | 15. Ludovica di Baviera                  | 31. Carolina di Baden (= 27)                  |  |  |       |  |  |                           |  |  |                               |  |
|                                            |                                      | 15. Ludovica di Baviera                  |                                               |  |  |       |  |  |                           |  |  |                               |  |